# モビール

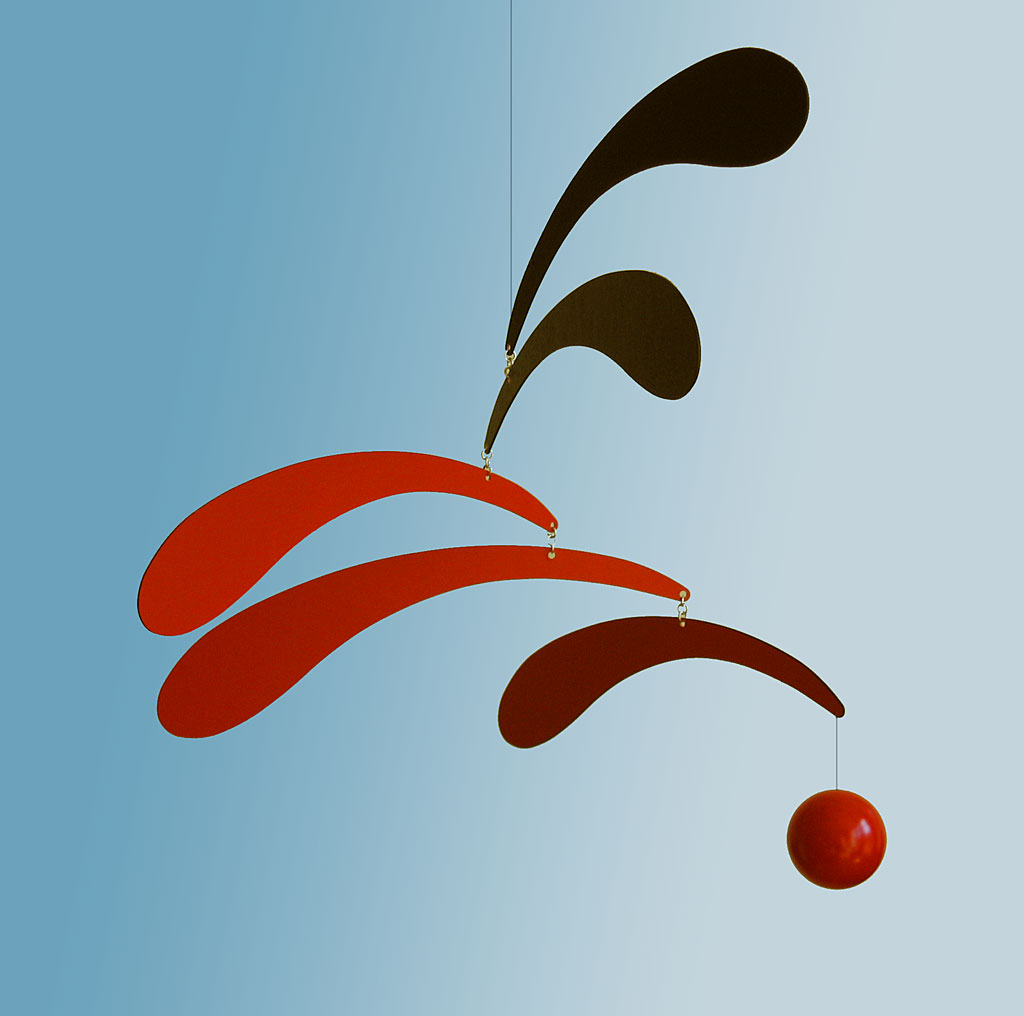
モビール

モビール（英: mobile、[moʊˈbiːl]、モウバイル、モウビル）は、動く彫刻（キネティック・アート）の一種。
注記: 彫刻のmobileは日本ではモビールと呼ばれることが多い。これは、フランス語の発音に由来する呼び方である。一部、知育玩具の商標としてモビールが使用されている。
紙やプラスチック、金属板、薄い木の板のような軽い素材を、糸や棒で吊るし、特定の位置でバランスを取って安定するようにしたものである。おのおのの部材は一箇所だけで吊られているので回転しやすく、風や人の手で揺り動かすと、複雑に予想しがたいような形に変化する。芸術品としての価値も高いが、多くの安価なものがインテリアや知育玩具として使用されている。
デンマークでは古くから室内装飾として用いられてきたが、アメリカの彫刻家のアレクサンダー・カルダーが、芸術作品としてのモビールを創始したことで知られている。1930年、ピエト・モンドリアンの抽象画にインスピレーションを得たカルダーは、1932年に動く抽象画としてモビールを発表し、高い評価を得た。当初は彼のモビールは床置き式であり機械仕掛けであったがやがて風の力で揺れるものへ変わり、さらに宙に浮かぶ図形を作りたいと模索した結果、天井から吊るすモビールが出来上がった。これには日本の風鈴を始めさまざまなものの影響を指摘する説があるが定かではない。

モビール（mobile）という名前は、マルセル・デュシャンがアレクサンダー・カルダーの動く彫刻を表現するために考案した名称である。
モビールは乳児の保育などにも使われる。ベビーベッドの上に吊るして子供を楽しませ、視覚的な刺激を与えるメリー、ベビーメリー、オルゴールメリーなどと呼ばれる乳児用玩具である。

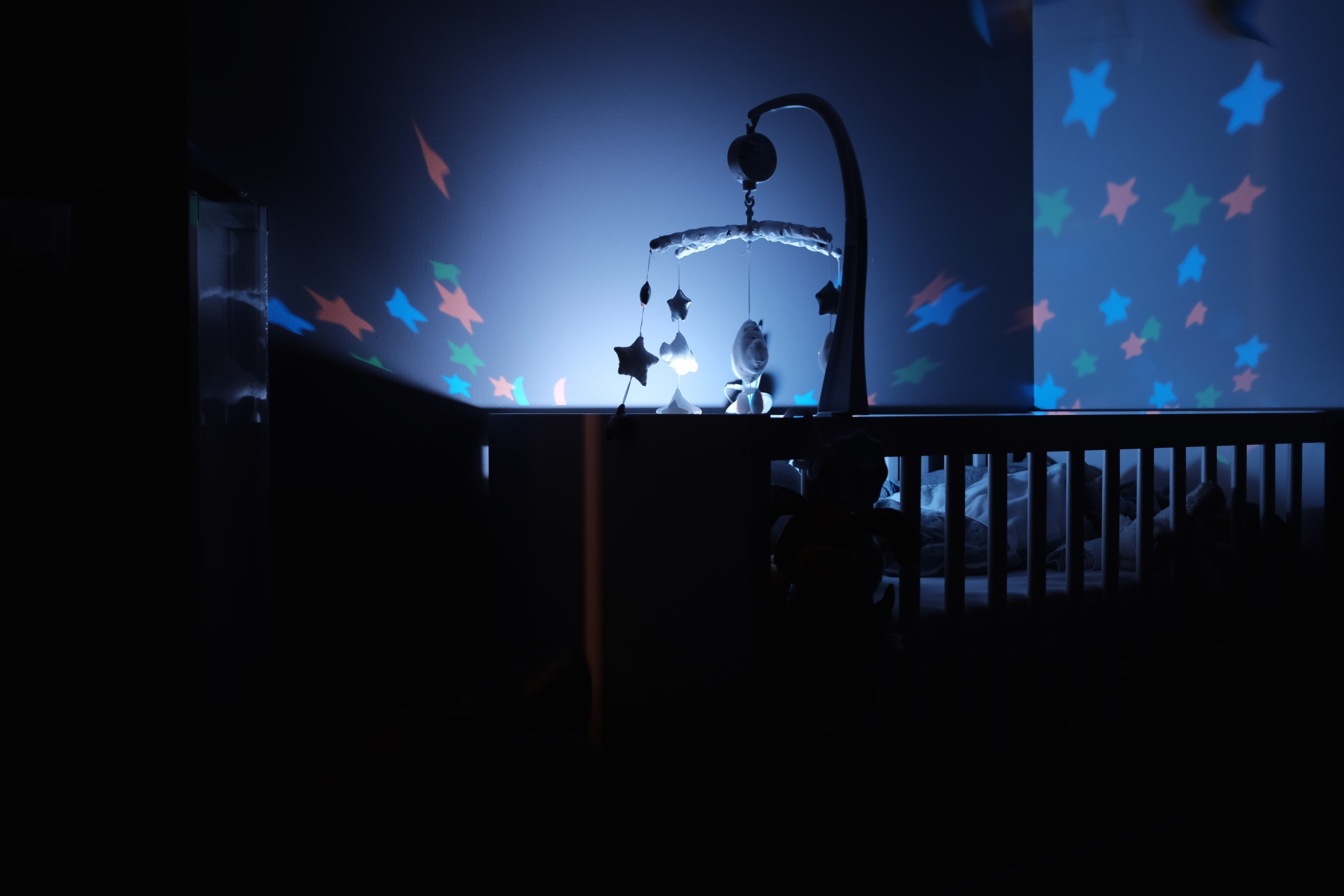

モビールは多くの作曲家にヒントを与えてきた。モートン・フェルドマンやアール・ブラウンはカルダーのモビールに影響を受け、不確定性の音楽作品をいくつか残している。フランク・ザッパもまた、自身の作曲をカルダーのモビールになぞらえたことがある。

## 類似作品
本来、芸術作品としてのモビールはカルダーの作品だけを指す用語だったが、他に二人の注目すべき芸術家が同様のコンセプトに取り組んでいる。マン・レイは1920年前後にモビールの発想にもとづいて実験を行い、ブルーノ・ムナーリは1933年にボール紙に楽しげな色を塗った「役に立たない機械」を創り出した。